# Ruta Sepetys
Ruta Sepetys (Rūta Šepetys néven is ismert; Detroit, 1967. november 19. –) litván-amerikai történelmi fikciós író. Szerzőként #1 a The New York Times Best Seller nemzetközi listáján, valamint a Carnegie-érem és a Josette Frank-díj nyertese.
A Rockefeller Alapítvány Bellagio ösztöndíjasa és az első amerikai fiatal író, aki felszólalt az Európai Parlamentben és a NATO-ban. Munkái több mint hatvan országban és negyven nyelven jelentek meg, és jelenleg filmes és televíziós feldolgozás vár rájuk.

## Életrajza
Sepetys egy litván menekült lányaként Michiganben született. BSc fokozatot szerzett Nemzetközi Pénzügy szakon a Hillsdale College-on. A tengerentúlon a Centre d'études Européennes-ben tanult a franciaországi Toulonban és az ICN Graduate Business School-ban Nancy-ben.
A diploma megszerzése után Los Angelesbe költözött. 1994-ben elindította a Sepetys Entertainment Group, Inc. szórakoztató menedzsment céget.
2002-ben Sepetys szerepelt a Rolling Stone magazin "Women in Rock" különszámában, mint az a nő, aki váltani akart. Tagja a Nashville-i Belmont Egyetem Mike Curb Szórakoztatási és Zenei Üzleti Főiskola tanácsadó testületének, valamint igazgatója a Make a Noise Foundation nemzeti nonprofit szervezetnek, amely zenei oktatásra gyűjt pénzt.
Sepetys 2011-ben jelentette meg első regényét, és jelenleg a Tennessee állambeli Nashville-ben él. "Elveszett történetek keresőjeként" jellemezték, aki azt reméli, hogy hangot adhat azoknak, akik nem tudták elmesélni a történetüket.

## Könyvei

### Árnyalatnyi remény
Első regénye, a Between Shades of Gray, amely a balti népek népirtásával foglalkozik az 1941-es szovjet megszállás után, kritikai elismerést kapott, és több mint 30 nyelvre fordították le.
A könyvet roman à clef-nek tekintik, fiktív szereplők a valós események és élmények köré fonódnak. Ruta kijelenti, hogy a regény a „szélsőséges szenvedést és a hatalmas reményt” jelképezi, amelyet a balti emberek jelenítenek meg.
2013 márciusában Ruta volt az első amerikai fiatal felnőtt irodalmi szerző, aki előadást tartott az Európai Parlamentben. Az EP-képviselőkkel Brüsszelben folytatott megbeszélése a regényről, a balti totalitarianizmus történetéről és a történelmi fikció fontosságáról szólt. A regényből filmet forgattak Ashes in the Snow (Hamu a hóban) címen, Ben York Jones forgatókönyve alapján Marius A. Markevicius rendezésében, Bel Powley, Martin Wallström és Lisa Loven Kongsli főszereplésével.
Sepetys történelmi regény író. Bár a Szürke árnyalatai között eredetileg gyerekeknek és fiatal felnőtteknek íródott, a könyvet világszerte sokan olvasták, és minden korosztály számára készült könyvnek számít.

### Kalitkába zárt álmok
Az Out of the Easy Sepetys második, 2013. február 12-én megjelent regénye, és az 1950-es évek New Orleans-i francia negyedében élő fiatal nőről, Josie Moraine-ről szól, aki azért küzd, hogy elmeneküljön családjától, és saját sorsának intézője legyen. A történet a feminizmus témáit tárja fel történelmi kontextusban és a háború utáni Amerikában. A regény a New York Times bestsellerévé vált, és 2013. február 15-én a The New York Times szerkesztői választása lett.

### Tengerbe veszett könnyek
A Salt to the Sea című könyv 2016. február 2-án jelent meg, és az 1945-ös menekültek Kelet-Poroszországból való evakuálását és az MV Wilhelm Gustloff katasztrófáját mutatja be.
Az MV Wilhelm Gustloff elsüllyedése a történelem legnagyobb tengeri katasztrófája, ennek ellenére sokak számára ismeretlen. A Publishers Weekly kritikájában a következőket írta: "Sepetys újabb kiütéses történelmi regényt ad... kiválóan megvilágítja a történelem elveszett fejezeteit, és ez a zsigeri regény emlékezetes bizonyítéka a háborúval és kegyetlenséggel szembeni erőnek és ellenállóképességnek." A New York Times ezt tette hozzá a Salt to the Sea című ismertetőjében: „Ruta Sepetys a gyakran figyelmen kívül hagyott intersticiális emberek bajnoka – egész népesség veszett el a történelem repedéseiben.” 2017 júniusában A Salt to the Sea-t Carnegie-éremmel tüntették ki az empátia és szolidaritás ösztönzéséért.
2017-ben a Universal Pictures tervbe vette a Salt to the Sea című film elkészítését.

### A csend forrásai
Sepetys regénye, a The Fountains of Silence 2019. október 1-jén jelent meg. A történet Madridban játszódik, a spanyol Francisco Franco diktatúrája idején. A könyv a háború következményeit és a spanyol diktatúra bonyolultságát mutatja be.
A könyv egyik témája a francoizmus elveszett gyermekei, akiket spanyol köztársasági szülőktől raboltak el, és "kevésbé degeneráltnak" ítélt családoknak adtak. A becslések szerint az elrabolt gyermekek száma elérheti a 300.000-et. Az ellopott gyerekek esetenként gyermekkereskedelem és illegális örökbefogadás áldozatai is lettek.

### El kell árulnom téged
Miközben a kommunista rezsimek 1989-ben Európa-szerte összeomlanak, a 2022-ben megjelent I Must Betray You (El kell árulnom téged), a tizenhét éves Cristian Florescu világát írja le Nicolae Ceaușescu Romániájának elszigeteltségében. El kell döntenie, hogy besúgó lesz, vagy ellenáll a rezsimnek. Ez a könyv 2023-ban elnyerte a Yoto Carnegie Shadower-díjat is.

## Elismerései

### Levélbélyeg
2018 júniusában, Litvánia eredeti függetlenségének 100. évfordulója alkalmából, Litvániában a Postmaster General bemutatta postai bélyegei emlékcsomagját, amely azon embereknek tiszteleg, akik munkájukkal felkeltik és erősítik Litvánia ismertségét. Sepetys egyike volt azoknak, akik szerepeltek a sorozatban.

### A Carnegie-érem
2017. június 19-én Ruta Sepetys megkapta a The Carnegie Medal irodalmi díjat a londoni Royal Institute of British Architects ünnepségen.
2023. június 21-én elnyerte a Shadower's Award-ot is az "I Must Tray You"-ért.

### Lovagkeresztje
2013. június 6-án Sepetyst a Litvániának Érdemrend Lovagkeresztjével tüntették ki, kitüntetésben részesítették az oktatásban és a kultúrában nyújtott hozzájárulásáért a balti totalitarizmus történetének megismertetésére irányuló erőfeszítéseiért.

### A Rockefeller Alapítvány
2015-ben Sepetys elnyerte a Rockefeller Alapítvány Bellagio Center rezidenciáját az olaszországi Comói-tónál. Rockefeller Bellagio ösztöndíjasként Sepetys meghívást kapott, hogy töltsön egy hónapot az alapítvány Bellagio Központjában, ahol más nemzetközi gondolkodókkal, politikai döntéshozókkal, művészekkel és gyakorlati szakemberekkel kommunikálhat.

## Könyvei
- Between Shades of Gray (2011) ISBN 978-0-399-25412-3
- Out of the Easy (2013) ISBN 978-0-399-25692-9
- Salt to the Sea (2016) ISBN 978-0399160301
- The Fountains of Silence (2019) ISBN 978-0399160318
- I Must Betray You (2022) ISBN 978-1-984836-03-8

### Magyarul
- Árnyalatnyi remény (Between Shades of Gray) – Maxim, Szeged, 2012 · ISBN 9789632612041 · fordította: Szűr-Szabó Katalin
- Kalitkába zárt álmok (Out of the Easy) – Maxim, Szeged, 2013 · ISBN 9789632613390 · fordította: Szűr-Szabó Katalin
- Tengerbe veszett könnyek (Salt to the Sea) – Maxim, Szeged, 2016 · ISBN 9789632617602 · fordította: Bozai Ágota
- A csend forrásai (The Fountains of Silence) – Maxim, Szeged, 2019 · ISBN 9789634992899 · fordította: Bozai Ágota
- Én árullak el (I Must Betray You) – Maxim, Szeged, 2025 · ISBN 9789634999775 · fordította: Bozai Ágota

## Külső hivatkozások
- Honlapja
- Sepetys, Ruta. „Finding My Family's Story Through Historical Fiction („A családom történetének megtalálása történelmi fikción keresztül” )”, Huffington Post, 2012. november 26. (Hozzáférés: 2014. február 23.)

## Fordítás
- Ez a szócikk részben vagy egészben  a   Ruta Sepetys című angol Wikipédia-szócikk fordításán alapul.  Az eredeti cikk szerkesztőit annak laptörténete sorolja fel. Ez a jelzés csupán a megfogalmazás eredetét és a szerzői jogokat jelzi, nem szolgál a cikkben szereplő információk forrásmegjelöléseként.